# اثر هال-پچ

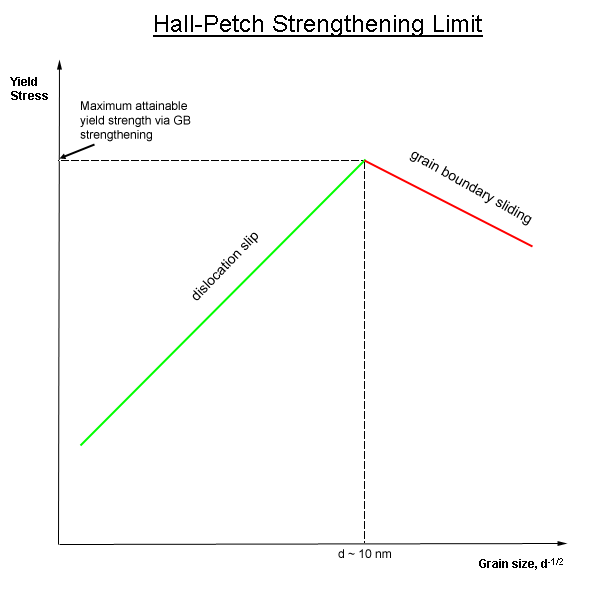
نمودار شماتیک تغییرات تنش تسلیم با تغییر اندازه دانه. خط سبز رفتار هال-پچ را نشان می‌دهد.

اثر هال-پچ (به انگلیسی: Hall-Petch effect) یا رفتار هال-پچ که استحکام‌بخشی مرزدانه‌ای نیز نامیده می‌شود، به پدیدهٔ افزایش تنش تسلیم مواد با کاهش اندازه دانهٔ آن‌ها گفته می‌شود. این رابطه بر اساس مشاهداتی تعریف شده است که نشان می‌دهد مرز دانه‌ها مانع حرکت نابجایی‌ها می‌شوند و همچنین تعداد نابجایی‌های درون یک دانه در به وجود آمدن تنش تأثیر گذارند؛ بنابراین با تغییر اندازه دانه می‌توان بر تجمع نابجایی‌های درون دانه و در نتیجه استحکام تسلیم تأثیر گذاشت. عملیات حرارتی بعد از تغییر شکل پلاستیک یا تغییر نرخ انجماد از راه‌ها مؤثر بر تغییر اندازه دانه می‌باشد.
رابطهٔ بین این پارامترها اولین بار توسط هال پیشنهاد شده و سپس توسط پچ گسترش یافت. این رابطه به‌طور معمول به صورت زیر بیان می‌شود:
{\displaystyle \sigma _{y}=\sigma _{0}+kD^{-1/2}}
که در آن {\displaystyle \sigma _{y}}، تنش تسلیم {\displaystyle \sigma _{0}} تنش تسلیم ماده چندبلوری با اندازه دانهٔ بی‌نهایت (تک‌بلور فرضی با جهت تصادفی)، k پارامتر قفل‌شدن یا پارامتر پچ (ثابت ماده) و D قطر متوسط دانه‌ها است.
این پدیده به انباشت نابجایی در مرزدانه‌ها یا چگالی بالاتر نابجایی‌ها در مواد دانه‌ریز نسبت داده‌شده است.

## تئوری
در مواد، مرز دانه‌ها مانند سنجاق عمل می‌کنند و مانع حرکت بیشتر نابجایی‌ها می‌شوند. از آنجایی که جهت شکل‌گیری هر دانه با دانه دیگر فرق دارد لذا نابجایی‌ها برای عبور از دانه‌های مجاور نیازمند انرژی بیشتری برای تغییر جهت هستند. همچنین مرز دانه‌ها نسبت به درون دانه‌ها دارای بی نظمی بیشتری هستند که این موضوع نیز باعث جلوگیری از حرکت نابجایی‌ها در صفحات لغزش می‌شود. ایجاد مانع بر حرکت نابجایی‌ها در واقع مانع تغییر شکل پلاستیک و در نتیجه افزایش استحکام تسلیم ماده خواهد شد.
هنگامی که ماده تحت تنش قرار می‌گیرد، نابجایی‌های قبلی و همچنین نابجایی‌های که در اثر منبع فرانک-رید بوجود آمدند در بافت کریستالی حرکت می‌کنند تا زمانی که به مرز دانه برسند. تفاوت در جهت‌گیری دانه‌ها منجر به ایجاد نیروی دافعه و در خلاف جهت حرکت نابجایی‌ها می‌گردد. وقتی نابجایی‌های بیشتری به سمت مرز دانه حرکت می‌کنند، تجمع نابجایی‌ها اتفاق می‌افتد که باعث ایجاد یک سد برای عبور نابجایی‌ها از مرز دانه می‌شود. کاهش اندازه دانه‌ها باعث کاهش مقدار تجمع نابجایی‌ها در مرز دانه می‌شود که این باعث افزایش تنش مورد نیاز برای حرکت نابجایی‌ها برای عبور از مرزها می‌گردد. هر چه تنش بیشتری برای حرکت نابجایی‌ها نیاز باشد استحکام تسلیم نیز بیشتر خواهد بود؛ بنابراین یک رابطه معکوس میان اندازه دانه و استحکام تسلیم وجود دارد، همانند آنچه در رابطه هال-پچ می‌بینیم. با این حال وقتی جهت دو دانه با یکدیگر تفاوت بالایی داشته باشد، نابجایی‌ها لزوماً از مرز دانه‌ها عبور نمی‌کنند ولی یک منبع نابجایی در دانه مجاور ایجاد می‌کنند. این تئوری بیان می‌کند که هر چه مرز دانه‌ها بیشتر باشد موانع سر راه حرکت نابجایی‌ها بیشتر خواهد بود و در نتیجه باعث افزایش استحکام ماده می‌شود.
البته باید در نظر گرفت که محدودیتی نیز برای این رابطه وجود دارد و با کوچک کردن اندازه و افزایش مرز دانه‌ها استحکام مواد تا بی‌نهایت افزایش نمیابد. اندازه دانه‌ها در این رابطه از ۱۰۰ میکرومتر تا ۱ میکرومتر مجاز است. اگر اندازه از این حد نیز کمتر شود، آنگاه اندازه دانه و اندازه نابجایی با هم برابر خواند بود؛ مثلاً در اندازه دانه ۱۰ نانومتر تنها یک یا دو نابجایی می‌تواند وجود داشته باشد (به نمودار بالا نگاه کنید). در این مقیاس بسیار کوچک، از تجمع نابجایی‌ها منع می‌شود و در عوض نابجایی‌ها می‌توانند به درون دیگر دانه‌ها نفوذ کنند. در نتیجه شاهد کاهش استحکام تسلیم در ماده خواهیم بود.
جهت درک بهتر مکانیزم اثر هال-پچ باید کنش و واکنش میان نابجایی‌ها به درستی درک شود. نابجایی‌ها در اطراف خود ناحیه تنشی ایجاد می‌کنند که با رابطه زیر بیان می‌شود:
{\displaystyle \sigma \varpropto {\frac {Gb}{r}}}
که G مدول برشی ماده، b بردار برگرز و r فاصله از نابجایی می‌باشد. اگر نابجایی‌ها در به‌طور یکنواخت نسبت به یکدیگر پخش شده باشند، ناحیه تنشی ناشی از آنها یکدیگر را دفع می‌کند که به حرکت نابجایی‌ها درون و در میان دانه‌ها کمک می‌کند؛ لذا هرچه مقدار نابجایی‌ها بیشتر باشد نواحی تنشی بیشتری در نزدیکی مرز دانه‌ها حس می‌شود.

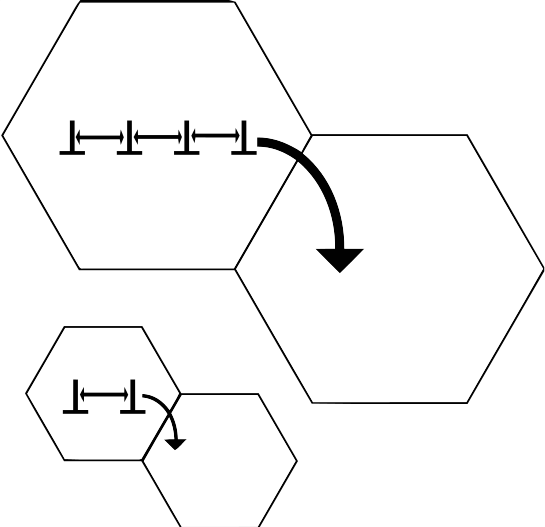
این تصویر مفهوم تجمع نابجایی‌ها و تأثیر آن در افزایش استحکام مواد را نشان می‌دهد. ماده ای که دانه‌های بزرگتری دارد قابلیت تجمع نابجایی بیشتری است که نیروی بیشتری برای حرکت دارد لذا نیازمند اعمال نیرویی کمتر برای جابجایی آنها میان دانه خواهیم بود و برعکس. پس مواد با اندازه دانه کوچکتر تنش تسلیم بالاتری دارند.

{\displaystyle \tau _{felt}=\tau _{applied}+n_{dislocation}\tau _{dislocation}}

### تقویت استحکام با دانه‌های فرعی
دانه‌های فرعی نوعی از دانه‌ها هستند که دارای زاویه کم و اندکی جهت‌گیری متفاوت از دیگر دانه یا دانه‌های مجاور می‌باشند. تحقیقاتی در این زمینه صورت گرفت که نشان می‌دهد دانه‌های فرعی نیز بر استحکام مواد تاثیرگذارند. دانه‌های فرعی با توجه به فرآیندهای تولیدی که روی مواد صورت می‌گیرد می‌توانند بوجود آیند. برای مثال در مواد آهنی، هنگامی که در معرض آسیاب گلوله‌ای طولانی‌مدت (بیش از ۱۰۰ ساعت) قرار می‌گیرند، دانه‌های فرعی با اندازه ۶۰ تا ۹۰ نانومتر شکل می‌گیرند. هر چه چگالی دانه‌های فرعی بیشتر باشد، به دلیل وجود مرزهای بیشتر، استحکام تسلیم مواد نیز بیشتر خواهد شد، مشابه آنچه در رابطه هال-پچ بیان شد.

## رابطه هال-پچ
رابطه ای معکوس میان تفاوت استحکام و توانی از اندازه دانه وجود دارد:
{\displaystyle \Delta \tau \varpropto {\frac {k}{d^{x}}}}
که k ضریب استحکام، d اندازه دانه و k و x هر دو از مشخصات ماده می‌باشند. با فرض یک ماده پلی کریستالی، هر چه اندازه دانه کوچک‌تر باشد، تنش دافعه ای حس شده توسط نابجایی مرز دانه ای کمتر و تنش مورد نیاز برای حرکت دادن نابجایی درون ماده بیشتر خواهد بود.
| ماده          | σ0 [MPa] | k [MPa m1/2] |
| ------------- | -------- | ------------ |
| مس            | ۲۵       | ۰٫۱۲         |
| تیتانیوم      | ۸۰       | ۰٫۴۰         |
| فولاد کم کربن | ۷۰       | ۰٫۷۴         |
| Ni3Al         | ۳۰۰      | ۱٫۷۰         |

رابطه میان تنش تسلیم و اندازه دانه به صورت ریاضی در فرمول زیر نشان داده شده است:
{\displaystyle \sigma _{y}=\sigma _{0}+{\tfrac {k_{y}}{\sqrt {d}}}}
که σy تنش تسلیم، σ0 ثابت ماده و تنش شروع برای حرکت نابجایی‌ها، ky ثابت استحکام بخشی و d متوسط قطر دانه است. نکته ای که باید در نظر گرفت این است که رابطه هال-پچ یک رابطه بدست آمده تجربی است که با نتایج تحقیقات و آزمایش‌ها همخوانی دارد و این ایده که میزان تجمع به اندازه نیمی از قطر دانه منجر به تنش بحرانی شود در ریزساختار مواد مشاهده نشده است.

### تاریخچه
در دهه ۱۹۵۰ میلادی دو سری مقاله پیشگامانه و در عین حال مستقل از یکدیگر، دربارهٔ ارتباط میان مرز دانه و استحکام نوشته شد.
در سال ۱۹۵۱ میلادی، هال، در حالی که در دانشگاه شفیلد مشغول به کار بود، سه مقاله در جلد ۶۴ مجموعه مقالات انجمن فیزیک منتشر کرد. هال در مقاله سومش نشان داد طول باند برشی یا طول ترک متناسب با اندازه دانه است، پس می‌توان رابطه ای میان این دو برقرار کرد. هال بر روی تسلیم فولاد کم کربن متمرکز بود.

### رابطه هال-پچ معکوس
رابطه هال-پچ پیش‌بینی می‌کند که استحکام تسلیم با افزایش اندازه دانه کاهش میابد. رابطه هال-پچ برای اندازه دانه‌هایی از ۱ میلیمتر تا ۱ میکرومتر مناسب است. در نتیجه باور بر این بود که هر چقدر هم اندازه دانه کاهش یابد منجر با افزایش استحکام خواهد شد. با این حال، آزمایش‌ها بر روی بسیاری از مواد نانوکریستالی نشان داد هنگامی که اندازه دانه‌ها از حدی (مقدار بحرانی عموماً ۱۰ نانومتر است) کوچک‌تر شود استحکام تسلیم ثابت می‌ماند یا اینکه کاهش میابد. این پدیده به عنوان رابطه هال-پچ معکوس شناخته می‌شود.

## ریز سازی دانه‌ها
ریزسازی دانه‌ها مجموعه ای از تکنیک‌ها در علم متالورژی که با افزودن عناصر جوانه زا به استحکام بخشی به کمک مرز دانه‌ها می‌انجامد. روش‌ها و تکنیک‌ها با توجه به جنس مواد متغیر است.
یکی از روش‌های کنترل اندازه دانه در آلیاژهای آلومینیوم استفاده از عناصر جوانه ساز است مانند آلیاژ Al-5%Ti. دانه‌ها به صورت ناهمگن شروع به جوانه زنی خواهند کرد و عناصر آلومینیوم در دمای پایین‌تر از انجماد شروع به جوانه زنی بر روی سطوح این عناصر خواهند کرد. جوانه‌ها به صورت دندریت‌هایی شروع به رشد در راستای شعاعی خواهند کرد. جهت محدود کردن رشد دانه‌ها می‌توان عناصر حل شونده ای را به آلیاژ افزود که در نهایت باعث کاهش اندازه دانه می‌شود. آلیاژ Al-Ti-B یکی از معروف‌ترین آلیاژهای ریزسازهای دانه است. همچنین Al3Sc نیز به عنوان ریزسازهای جدید معرفی شده‌اند.
یکی از تکنیک‌های رایج ریزسازی دانه‌ها اضافه کردن موادی است که در دمایی بالاتر از دمای ذوب فلز پس زمینه جامد می‌شوند. این عمل منجر به ایجاد بذر بلور می‌شود و باعث الگوبرداری مذاب برای انجماد خواهد شد.
| فلز                        | عنصر جوانه زنی                      |
| -------------------------- | ----------------------------------- |
| چدن                        | گرافیت، FeSi, SiCa                  |
| آلیاژهای منیزیم            | زیرکونیم، کربن                      |
| آلیاژهای مس                | آهن، کبالت، زیرکونیم                |
| آلیاژهای آلومینیوم-سیلیکون | فسفر، تیتانیوم، بور، اسکاندیوم      |
| آلیاژهای سرب               | آرسنیک، تلوریم                      |
| آلیاژهای روی               | تیتانیوم                            |
| آلیاژهای تیتانیوم          | ترکیبات بین فلزی آلومینیوم-تیتانیوم |